# Campeonato Paranaense de Futebol Feminino de 2019
O Campeonato Paranaense de Futebol Feminino de 2019 foi a 20ª edição da competição, e contou com a participação de 4 clubes. Sua organização foi de competência da Federação Paranaense de Futebol. O Foz Cataratas conquistou o título invicto, seu 8º no torneio, com 16 pontos de 18 possíveis.

## Regulamento[1]
Fase Única: As quatro equipes jogaram entre si em turno e returno. Foi considerado campeão o clube que ao final da última rodada do returno obteve o maior número de pontos.
O clube melhor colocado na classificação geral do campeonato foi contemplado com a indicação da FPF para disputar o Campeonato Brasileiro de Futebol Feminino de 2020 - Série A2, conforme critérios e regulamentação da CBF e da FPF.
Na hipótese do clube melhor colocado na classificação geral do campeonato já possuir vaga no Campeonato Brasileiro de Futebol Feminino de 2020 - Série A1, a vaga da A2 seria destinada ao clube com melhor colocação na classificação geral subsequente.

### Critérios de desempate
1. Maior número de vitórias;
2. Maior saldo de gols;
3. Maior número de gols a favor;
4. Menor número de cartões vermelhos;
5. Menor número de cartões amarelos;
6. Sorteio.

## Participantes
| Equipe                      | Cidade        | Em 2018        | Estádio (Mando)              | Capacidade | Títulos (Último) | Part. |
| --------------------------- | ------------- | -------------- | ---------------------------- | ---------- | ---------------- | ----- |
| Foz Cataratas Futebol Clube | Foz do Iguaçu | 1º Lugar       | Estádio Pedro Basso          | 5 000      | 7 (em 2018)      | 8     |
| Imperial Futebol Clube      | Curitiba      | 3º Lugar       | Estádio Octávio Silvio Nicco | —          | 0 (não possui)   | 3     |
| Londrina Esporte Clube      | Londrina      | Não participou | VGD                          | 8 000      | 0 (não possui)   |       |
| Toledo Esporte Clube        | Toledo        | 2º Lugar       | Estádio 14 de Dezembro       | 15 280     | 0 (não possui)   | 3     |

## Classificação
| Pos | Times         | Pts | J | V | E | D | GP | GC | SG  | %  | Classificação                                                  |
| --- | ------------- | --- | - | - | - | - | -- | -- | --- | -- | -------------------------------------------------------------- |
| 1   | Foz Cataratas | 16  | 6 | 5 | 1 | 0 | 16 | 2  | +14 | 88 | Campeão                                                        |
| 2   | Toledo        | 13  | 6 | 4 | 1 | 1 | 20 | 10 | +10 | 72 | Vice-Campeão e classificado para o Brasileiro Série A2 de 2020 |
| 3   | Imperial      | 3   | 6 | 1 | 0 | 5 | 8  | 20 | -12 | 16 |                                                                |
| 4   | Londrina      | 3   | 6 | 1 | 0 | 5 | 4  | 16 | -12 | 16 |                                                                |

## Confrontos
Para ler a tabela, a linha horizontal representa os jogos da equipe como mandante. A coluna vertical indica os jogos da equipe como visitante.
|               | FOZ | IMP | LON | TOL |
| ------------- | --- | --- | --- | --- |
| Foz Cataratas | —   | 5–1 | 2–0 | 3–0 |
| Imperial      | 0–2 | —   | 2–0 | 2–4 |
| Londrina      | 0–3 | 2–1 | —   | 2–4 |
| Toledo        | 1–1 | 7–2 | 4–0 | —   |

     Vitória do mandante
     Vitória do visitante
     Empate

## Desempenho por rodada
Clubes que ficaram na primeira colocação ao final de cada rodada:
| Rodadas | Rodadas | Rodadas | Rodadas | Rodadas | Rodadas |
| ------- | ------- | ------- | ------- | ------- | ------- |
| 1       | 2       | 3       | 4       | 5       | 6       |
| TOL     | TOL     | FOZ     | FOZ     | FOZ     | FOZ     |

Clubes que ficaram na última colocação ao final de cada rodada:
| Rodadas | Rodadas | Rodadas | Rodadas | Rodadas | Rodadas |
| ------- | ------- | ------- | ------- | ------- | ------- |
| 1       | 2       | 3       | 4       | 5       | 6       |
| IMP     | IMP     | IMP     | IMP     | IMP     | LON     |

## Premiação
| Campeonato Paranaense de Futebol Feminino de 2019 |
| Foz do Iguaçu                                     |
| ------------------------------------------------- |
| Foz Cataratas Campeão (8.º título)                |